# São Facundo
São Facundo is een plaats (freguesia) in de Portugese gemeente Abrantes en telt 1 133 inwoners (2001).